# Razgovor (2022.)
Razgovor (eng. The Conversation) je igrani dramski film redatelja Dominika Sedlara iz 2022., koji se temelji na stvarnom i jedinom susretu između Josipa Broza Tita i nadbiskupa Alojzija Stepinca.

## Uloge
| glumac/ica        | lik                    |
| ----------------- | ---------------------- |
| Dylan Turner      | Alojzije Stepinac      |
| Caspar Phillipson | Josip Broz Tito        |
| Doris Pinčić      | Marija Horvat          |
| Vinko Štefanac    | Vladimir Bakarić       |
| Lujo Kunčević     | mladi Josip Broz Tito  |
| Kruno Bakota      | tajnik                 |
| Anđelko Petric    | Svetozar Rittig        |
| Antonio Agostini  | vojnik                 |
| Alen Šalinović    | tajni policijski agent |
| Sara Juros        | stražarica             |
| Ivan Colarić      | student/tajni agent 1  |
| Konstantin Haag   | tajni policijski agent |

## Radnja
Priča filma temelji se na susretu koji se dogodio u Zagrebu, 4. lipnja 1945. godine između nadbiskupa zagrebačkog Alojzija Stepinca i predsjednika Jugoslavije Josipa Broza Tita. Duljina trajanja filma odvija se kao u stvarnom vremenu, nešto manje od dva sata dug razgovor između njih dvojice.
Tito, učen u Sovjetskom Savezu, čvrst je, odlučan i neumoljiv sljedbenik komunizma, koji je upravo stupio na vlast kada se SFR Jugoslavija ponovno formirala nakon neuspjelog prvog pokušaja u ranom dvadesetom stoljeću kao Kraljevina. Stepinac je, s druge strane, vrlo rezerviran, najmlađi katolički nadbiskup kojeg je Hrvatska imala u svojoj povijesti.
Titova želja je da se Katolička Crkva u Hrvatskoj odvoji od Vatikana. Međutim, Stepinac je također uporan u stajalištu da ne popusti. Sam razgovor podsjeća na šahovsku partiju, jedan drugog pokušavaju nadmudriti i nadmašiti. Konačan ishod tog susreta oblikovao je povijest Crkve u Hrvatskoj, ali i hrvatske države, održavši se do današnjih dana.

## Povijesni kontekst
Zapisnik sa susreta Stepinca i Tita objavljen je 2011. godine. U njemu Stepinac navodi: „Na Kardeljevu zamolbu, ja sam sastavio razgovor s Titom na tri stranice.”

## Glazba iz filma
Dana 16. rujna 2022. glazbu iz filma je digitalno i u obliku CD-a, objavila britanska diskografska kuća Plaza Mayor Company.

## Festivali i nagrade
- 2022. – Alexandria Mediterranean Film Festival AFFMC 2022. (Egipat) - Nagrada Omar Sharif za najboljeg glumca (Dylan Turner)[4]
- 2022. – International Sound & Film Music Festival ISFMF (Hrvatska) - Nagrada Crystal Pine za najbolju glazbu u igranom filmu (Dalibor Grubačević)[5]

## Vanjske poveznice
- The Conversation u internetskoj bazi filmova IMDb-a
- Službena mrežna stranica  Arhivirana inačica izvorne stranice od 31. listopada 2022. (Wayback Machine)